# لاکشمی (هنرپیشه)
لاکشمی (انگلیسی: Lakshmi؛ زادهٔ ۱۳ دسامبر ۱۹۵۲) یک هنرپیشه اهل هند است.
او در فیلم دوقلوها بازی کرده‌است.

## فیلم‌شناسی
فهرست برخی از فیلم‌هایی که لاکشمی در آنها به ایفای نقش پرداخته‌است:
- دوقلوها
- جنجال
- پالاوی آنو پالاوی
- پادایاپا
- چارانداس
- کسی مثل تو
- اوه عزیزم
- من فقط با تو ازدواج می‌کنم
- چینتاکایالا راوی
- دوست
- خدای عشق ۲
- نیزه
- موسیقی راک
- خوشی
- چاتاکاری
- چاتراپاتی
- دیزی